# 楊其尤
楊其尤（？—17世紀），字瓜步，四川敘州府富順縣人，南明政治人物。

## 生平
楊其尤是萬曆四十年舉人楊世賞之子，萬曆年間成恩貢。明末他在貴州躲避戰亂，孫可望入貴州時，他到黎族聚居處招攬兵馬，獲授新貴知縣，以抵擋王祥攻城而獲南明朝廷陞安順同知，歷任鎮寧州知州、刑部主事與奉天知府，後來致仕。

## 引用
1. 1 2  錢海岳《南明史·卷六十三·列傳第三十九》：（永曆時奉天知府）楊其尤，字瓜步，富順人。世賞子。恩貢。孫可望入貴，招兵夷峒，授新貴知縣。王祥攻城，力拒之，歷安順同知、鎮寧知州、刑部主事遷。
2. ↑  同治《富順縣志·卷十七·選舉上》：明貢生……楊其尤……以上萬厯朝
3. ↑  同治《富順縣志·卷二十一·鄉賢下》：楊其尤，字瓜步，世賞子，恩貢生。避兵貴州，丁亥寇犯貴陽，其尤屢入夷穴，徵兵出援，授新貴令。王祥攻城，防守有功，擢安順同知，厯刑部主事、鎮寧武岡州牧致仕。